# Lijst van voetbalinterlands Canada - Ierland (vrouwen)
Deze lijst van voetbalinterlands is een overzicht van alle officiële voetbalinterlands tussen de nationale vrouwenteams van Canada en Ierland. De landen hebben tot nu toe twee keer tegen elkaar gespeeld.

## Wedstrijden
| № | Plaats  | Datum         | Competitie              | Wedstrijd        | Uitslag |
| - | ------- | ------------- | ----------------------- | ---------------- | ------- |
| 1 | Nicosia | 12 maart 2014 | Cyprus Women's Cup 2014 | Canada − Ierland | 2 − 1   |
| 2 | Perth   | 26 juli 2023  | WK 2023                 | Canada − Ierland | 2 − 1   |

## Samenvatting
| Competitie         | Totaal gespeeld | Winst Canada | Gelijk | Winst Ierland | Doelsaldo Canada – Ierland |
| ------------------ | --------------- | ------------ | ------ | ------------- | -------------------------- |
| WK-eindronde       | 1               | 1            | 0      | 0             | 2 − 1                      |
| Cyprus Women's Cup | 1               | 1            | 0      | 0             | 2 − 1                      |
| Totaal             | 2               | 2            | 0      | 0             | 4 − 2                      |